# Đình Ba Dân
Đình Ba Dân, còn được gọi là đình Ba Xã, đình Ba Chạ, hay đình Tứ Hiệp bởi đây là đình chung của ba làng: Cổ Điển, Cương Ngô và Đồng Trì thuộc xã Tứ Hiệp, huyện Thanh Trì, thành phố Hà Nội. Đình có tên như vậy do các làng này cùng thờ Nguyễn Bồ và Nguyễn Phục - hai bộ tướng có công giúp Đinh Bộ Lĩnh dẹp tan loạn 12 sứ quân, thống nhất đất nước.
Đình được dựng từ lâu, sau đó được tu bổ vào các năm: Tự Đức thứ 26 (1873), Thành Thái thứ 3 (1891), Thành Thái thứ 9 (1897), Bảo Đại thứ 2 (1927). Tương truyền đây là nơi đã từng diễn ra cuộc chiến giữa các tướng Đinh Bộ Lĩnh trong đó có 4 tướng Nguyễn Bồ, Nguyễn Phục, Đinh Thiết, Cao Sơn đánh nhau với 4 tướng Nguyễn Trí Khả, Trần Côn, Đỗ Cư, Nguyễn Hiền của sứ quân Nguyễn Siêu đóng ở Tây Phù Liệt (nay là xã Đông Mĩ, Thanh Trì). Trong trận chiến ác liệt năm 967 thì cả bốn tướng đã hy sinh.
Đình Ba Dân là ngôi đình to lớn và cổ kính với kiến trúc hình chữ tam. Đình thờ hai anh em là tướng quân Nguyễn Bồ và Nguyễn Phục đồng thời phối thờ Nguyễn Bặc và công chúa Quế Hương - chị Vua Đinh Tiên Hoàng. Trong Hậu cung có thờ tượng tướng quân Nguyễn Bồ cưỡi ngựa bạch, bên trái là tượng công chúa Quế Hương là chị gái Đinh Tiên Hoàng và là vợ Nguyễn Bồ, tất cả đều được làm bằng gỗ quý hiếm.
Hiện tại Đình Ba Dân còn lưu giữ chín đạo sắc phong của các vua từ thời Lê Trung Hưng đến đời Nguyễn. Làng Cổ Điển hiện còn một số di tích lịch sử văn hóa có giá trị. Ngoài ra còn có đình Trung, được xây dựng do sự phân tách hành chính, là đình riêng của 3 giáp thuộc Cổ Điển Trên. Nằm cách đó không xa là ngôi chùa mang tên Long Quang, là chốn lưu giữ được 2 quả chuông quý. Ngoài ra ở giữa làng Cổ Điển hiện vẫn còn một giếng nước cổ, sâu chừng 10m, đường kính khoảng 2m, đáy giếng lát gỗ Lim lõi dày. Từ đáy lên, vách giếng được xếp bằng những chiếc cối giã gạo bằng đá, thủng đáy, rất vững chãi. Nước giếng này quanh năm trong mát, nguồn nước dồi dào, bao nhiêu năm vẫn là nguồn nước ăn cho cả làng.
Đã hàng thế kỷ trôi đi nhưng những công trình kiến trúc cổ ấy vẫn còn nguyên giá trị, như một minh chứng cho lịch sử Hà Nội cuối thế kỷ X.

## Lễ hội đình Ba Dân
Hội làng Cổ Điển cũng là hội chung của ba làng Cổ Điển, Cương Ngô và Đồng Trì, được tổ chức tại đình Ba Dân, từ 14 đến ngày 16 tháng 2, trong đó ngày 15 - 2 là chính hội. Hội có tế lễ, rước kiệu các đức thánh và nhiều trò vui chơi giải trí. Múa sư tử và múa rồng là môn nghệ thuật truyền thống từ lâu đời của 3 làng Cổ Điển - Cương Ngô - Đồng Trì, rất nổi tiếng. 

## Ảnh

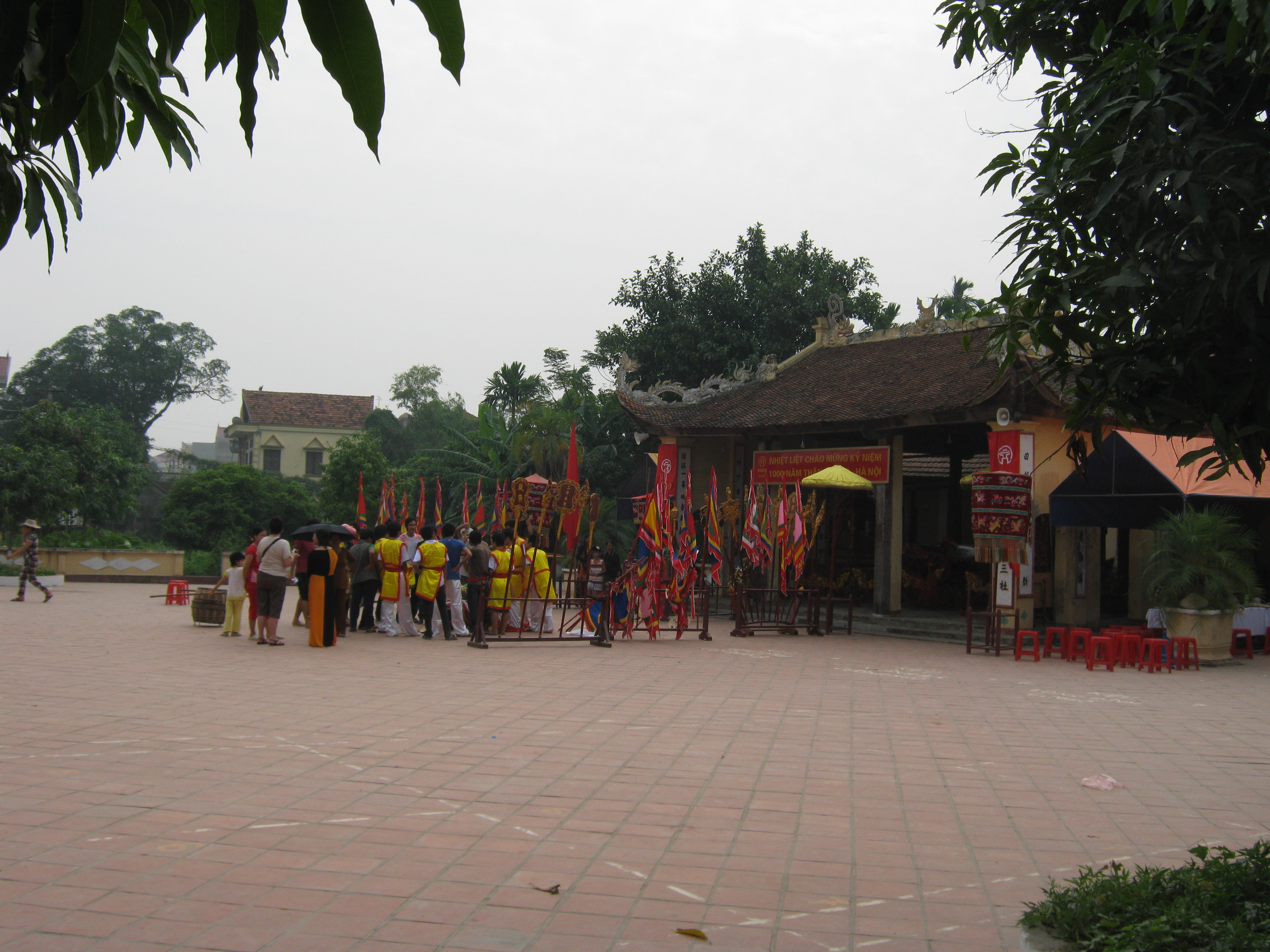
Tiền đình
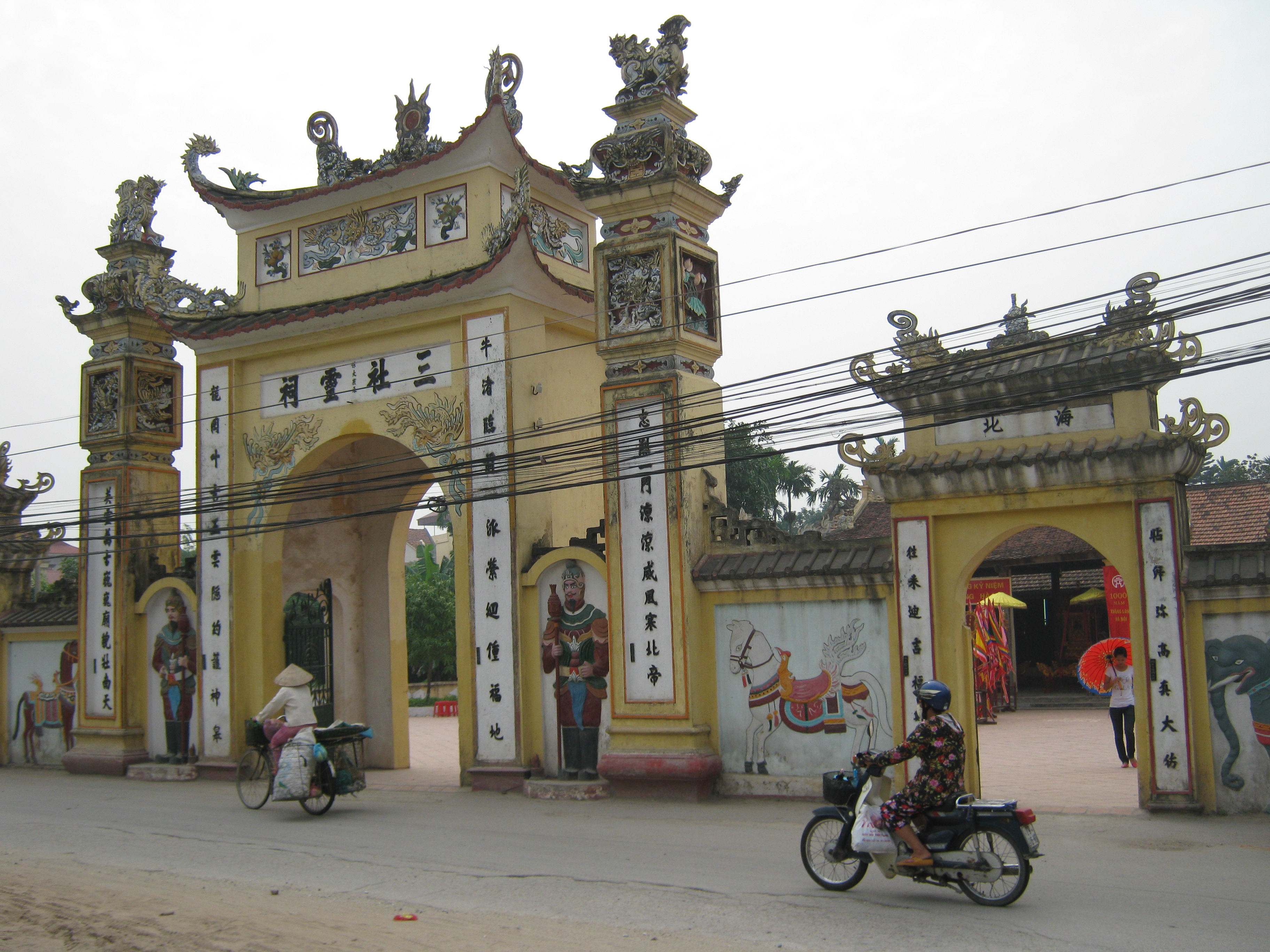
Cổng đình
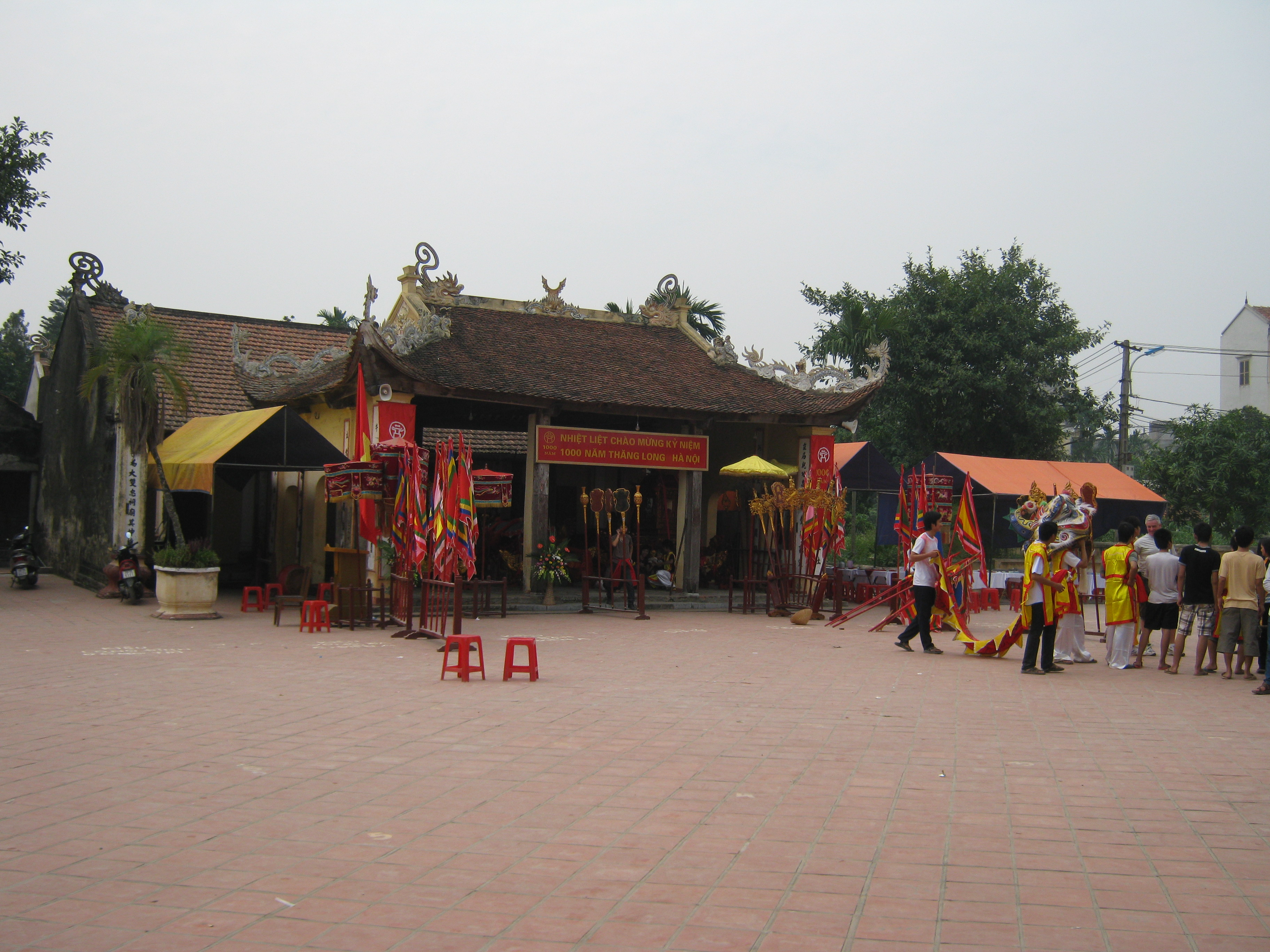
Bên trong cổng
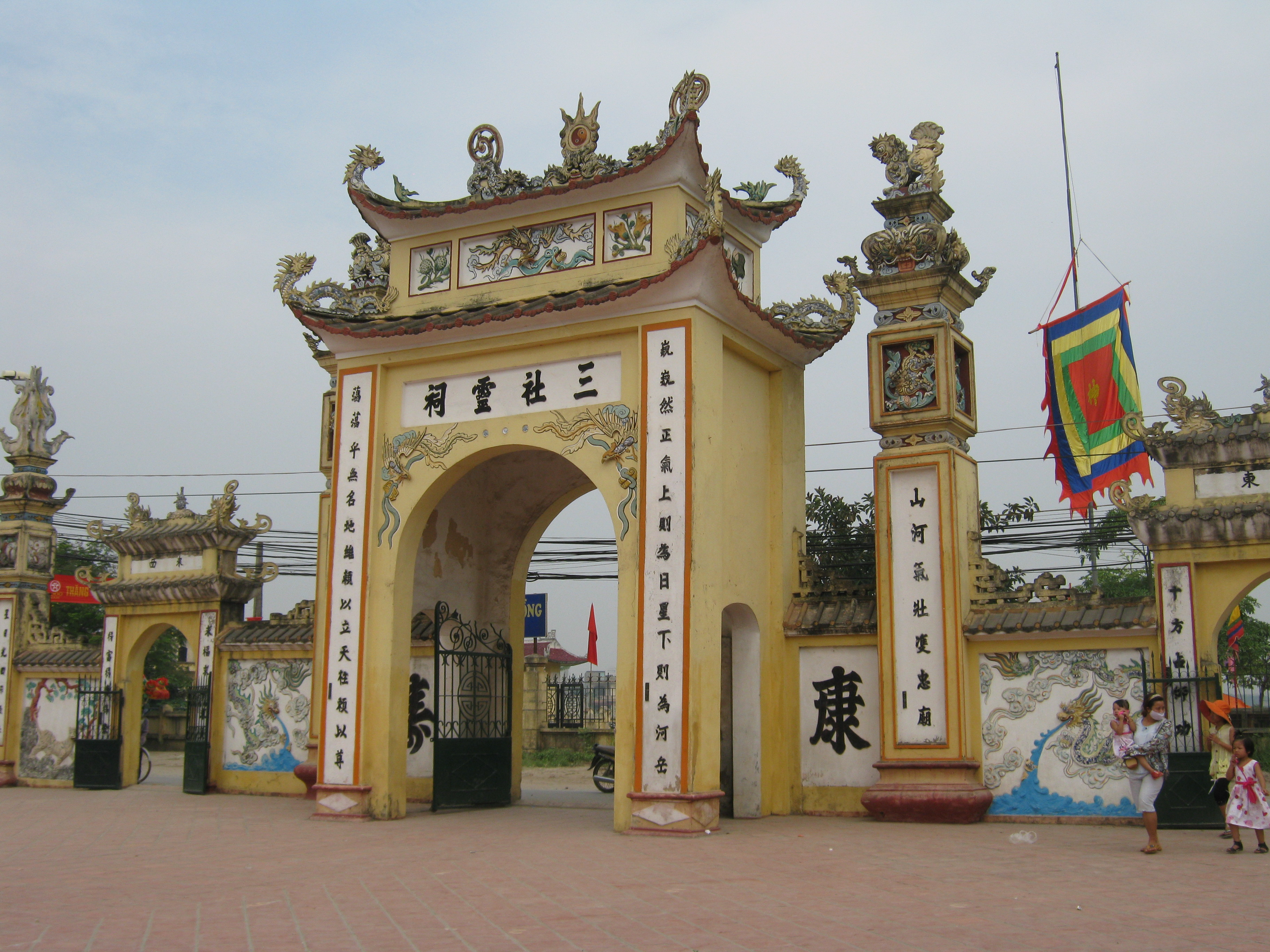
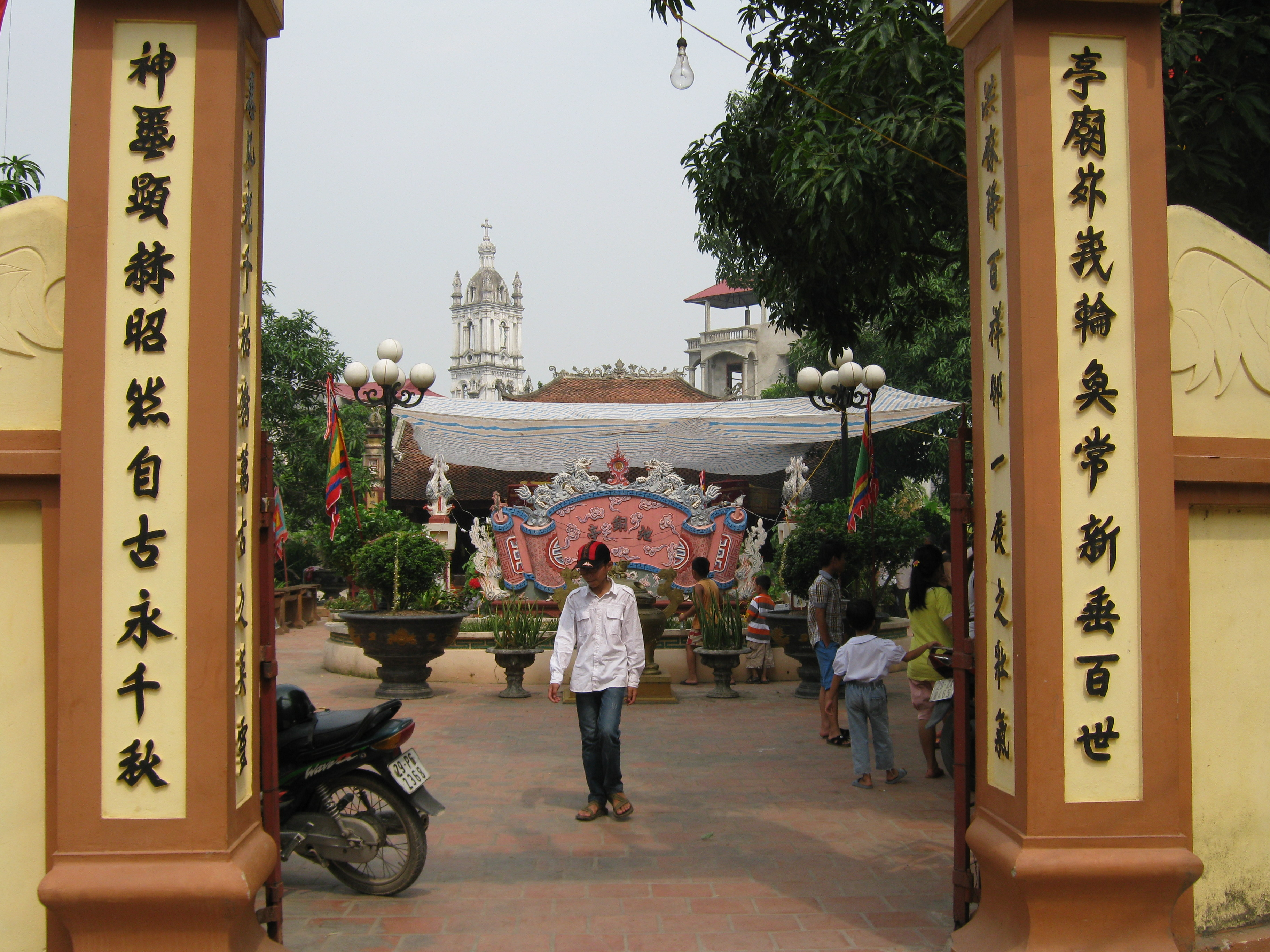
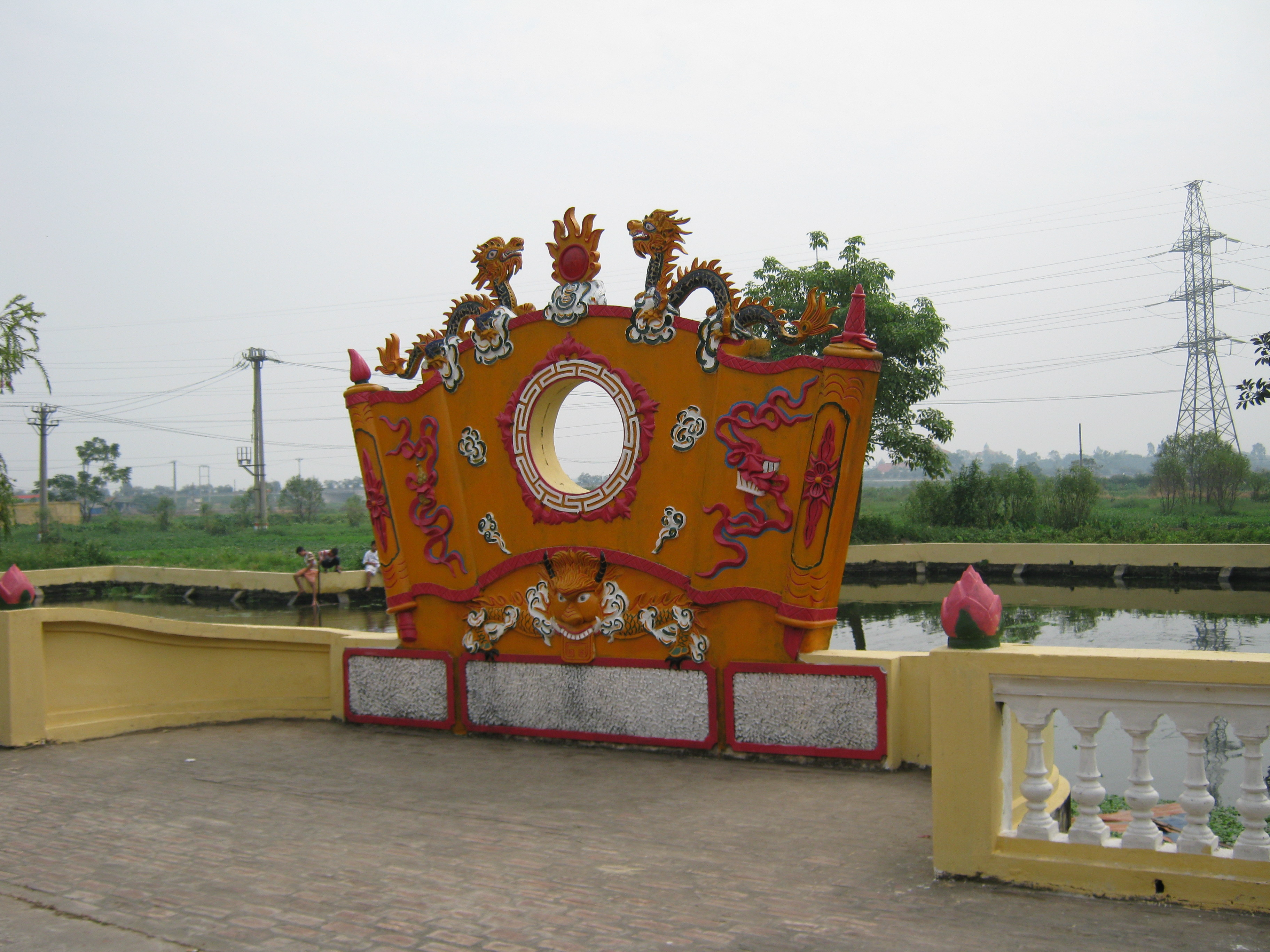
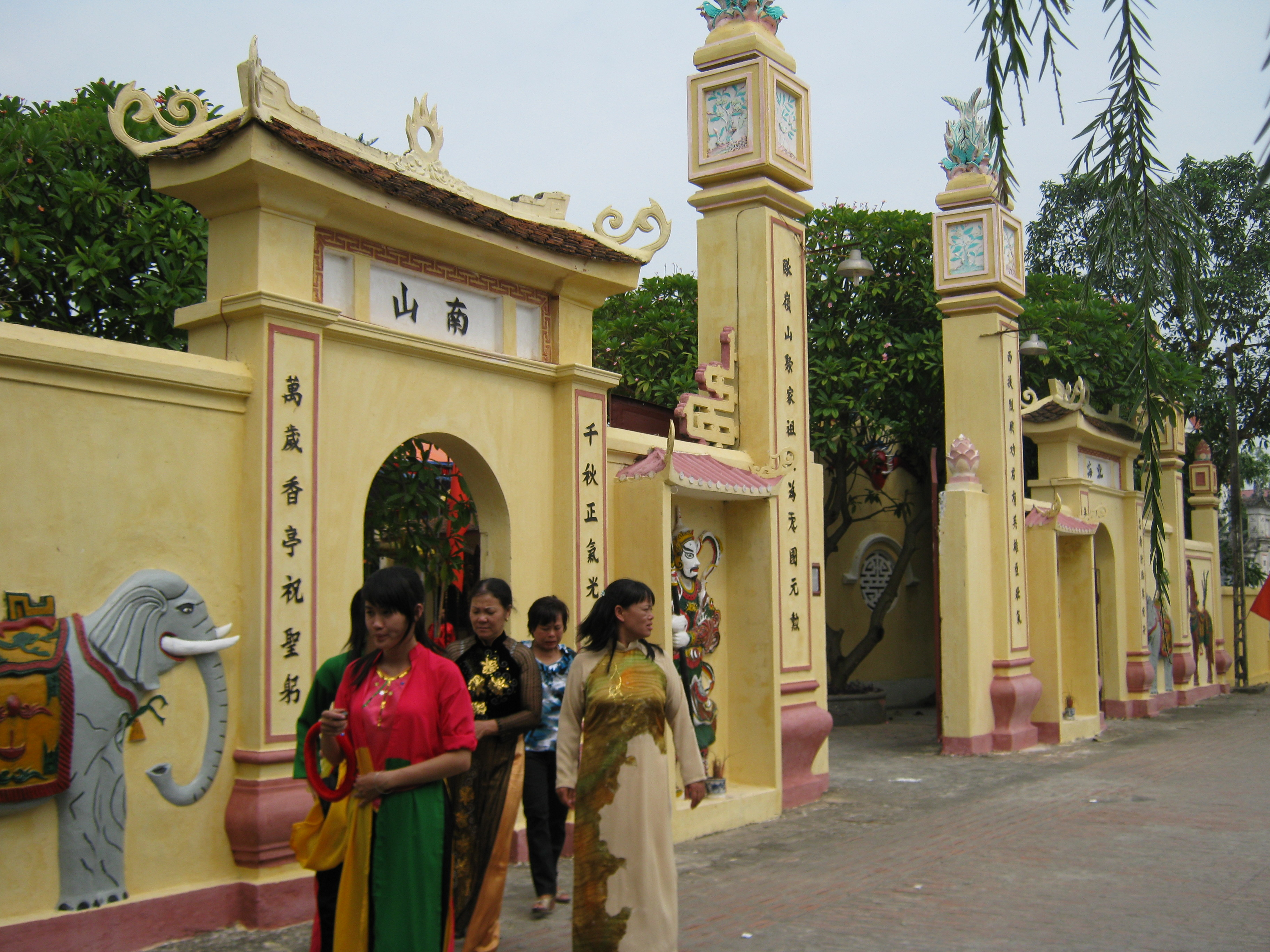
Đình Trung
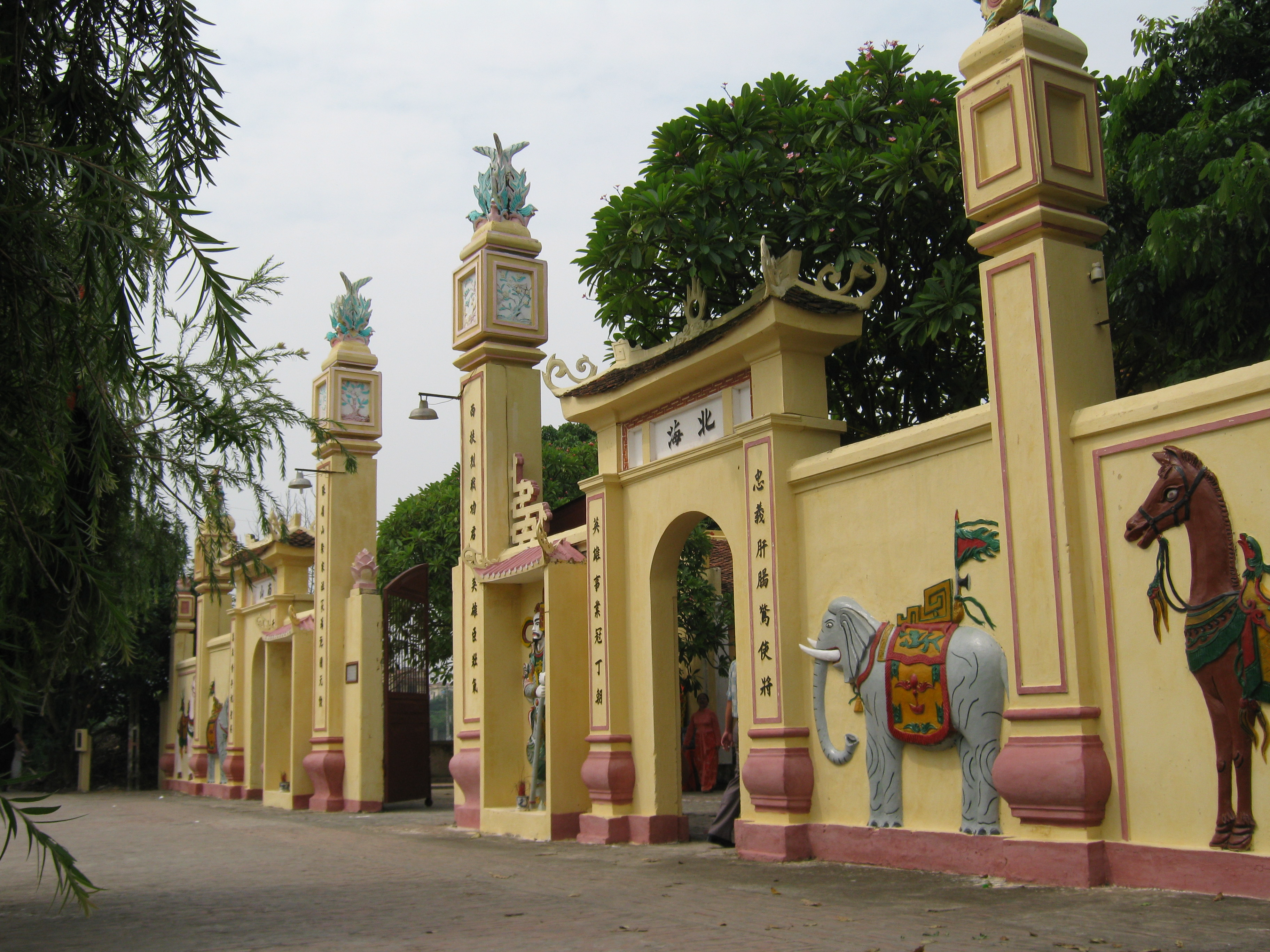
Đình Trung